# Los Angeles Memorial Sports Arena
Il Los Angeles Memorial Sports Arena era un impianto sportivo situato nel parco dell'University of Southern California nel complesso espositivo.
Dal 1960 al 1967 è stata la sede dei Los Angeles Lakers, dei Los Angeles Stars in ABA dal 1968 al 1970 e dei Los Angeles Clippers dal 1984 al 1999. 
L'impianto è stato sede del torneo di Pugilato alle Olimpiadi del 1984.